# Mara Lapia
Mara Lapia é uma política italiana. Ela foi eleita deputada ao Parlamento da Itália nas eleições legislativas italianas de 2018 para a Legislatura XVIII da Itália.

## Carreira
Lapia nasceu a 22 de agosto de 1976 em Nuoro. Ela é advogada e formada em criminologia.
Ela foi eleita para o parlamento italiano nas eleições legislativas italianas de 2018, representando o círculo da Sardenha pelo Movimento Cinco Estrelas.